# Immeuble éléphant
L'immeuble éléphant ou Chang Tower est un immeuble imitant un éléphant situé à Bangkok dans le district de Chatuchak en Thaïlande. L'immeuble d'une hauteur de 102 mètres avec 32 étages, est composé de trois tours reliées à leurs sommets.